# 平山智加
平山 智加（ひらやま ちか、1985年7月13日 - ）は、香川県丸亀市出身の競艇選手。登録番号4387。身長156cm。血液型O型。98期。香川支部所属。本名、福田智加。最終学歴は英明高等学校卒業。夫は同じ競艇選手の福田雅一。同じ支部の平高奈菜とはライバル関係である。弟子には中村桃佳がいる。リライブシャツアンバサダー。

## 経歴
- 2005年4月 やまと競艇学校に第98期選手養成訓練生として入学。
- 2006年3月 やまと競艇学校卒業。リーグ戦勝率6.42（優出4回）、卒業記念競走優勝戦2着。
- 2006年5月19日 丸亀競艇場・一般戦にてデビュー（5着）。21日、初勝利。
- 2007年11月8日 宮島競艇場・女子リーグ戦競走にて初優出（5着）。
- 2008年2月10日 丸亀競艇場・四国地区選手権競走第1レースにてG1初勝利。
- 2008年5月25日 丸亀競艇場・一般戦にて初優勝。　決まり手は抜き（2周1Mでの逆転）
- 2008年9月18日 住之江競艇場・GIII2008女子リーグ第8戦にて優勝。決まり手はイン逃げ（準パーフェクト優勝）
- 2009年2月26日 児島競艇場・一般戦（オール女子戦）にて優勝。決まり手は2コースからの差し（3日目後半から6連勝）。
- 2010年1月15日 平成21年度の最優秀新人に選出された。女子選手としては史上初。
- 2010年4月25日 地元・丸亀競艇場・GIII2010女子リーグ第2戦にて完全優勝（11連勝）。決まり手は1コースからの逃げ。通算6度目の優勝で自身初のパーフェクト優勝[1]。
- 2011年5月25日 尼崎競艇場・笹川賞競走2日目8R予選でSG初勝利。
- 2013年1月17日 尼崎競艇場の近松賞・開設60周年記念競走でインから逃げ切って、初のG1を獲得。
- 2013年12月15日 芦屋競艇場で開催された第2回賞金女王決定戦でインから逃げ切って、二度目のG1（プレミアムGIに限れば初）制覇を果たす。
- 2014年8月26日 若松競艇場で開催されたボートレースメモリアルで自身初のSG準優進出。
- 2017年1月30日 戸田競艇場で開催された戸田プリムローズ開設60周年記念を最後に産休に入る。同年9月に男児を出産。
- 2018年3月21日 丸亀競艇場で開催された一般競走から復帰。
- 2018年4月19日 下関競艇場で開催されたオール女子戦で優勝し、女子王座決定戦の優先出場権を獲得するが再び産休に入る。同年12月に女児を出産。
- 2019年5月24日 丸亀競艇場で開催された一般競走から復帰。
- 2020年8月10日 多摩川競艇場で開催されたプレミアムGI・第34回レディースチャンピオンで優勝。決まり手は2コースからのまくり。[2]

## 人物・エピソード
- 高校時代まではバスケットボールの選手として活躍。
- デビュー1期でB1昇格を決めた（98期トップ勝率）。新人離れしたレースセンスは10年または20年に一度クラスの怪物との評判。
- 2008年、同県の先輩である競艇選手の福田雅一と結婚。なお、福田も花の69期の一員であり、G1を3勝（江戸川44周年・丸亀第55回四国地区選手権・鳴門第56回四国地区選手権で優勝・SGでは浜名湖第35回総理大臣杯において優出4着）している実力者である。